# This Is the Time (Epica)
This Is the Time è un singolo del gruppo musicale olandese Epica, pubblicato il 15 ottobre 2010 dalla Nuclear Blast.

## Descrizione
Composto musicalmente da Coen Janssen, Isaac Delahaye e da Mark Jansen (il quale ha curato anche il testo), This Is the Time nasce come una collaborazione tra gli Epica e il WWF e contiene la title track accompagnata da una versione di Unleashed registrata in duetto con Amanda Somerville e da una versione di Living a Lie (originariamente presente in The Divine Conspiracy del 2007) interpretata da Simone Simons.

## Tracce
CD singolo
1. This Is the Time – 4:01 (testo: Simone Simons – musica: Coen Janssen, Mark Jansen, Isaac Delahaye)
2. Unleashed (Amanda Duet Version) – 6:27 (testo: Mark Jansen – musica: Isaac Delahaye, Mark Jansen, Simone Simons)

7"
- Lato A

1. This Is the Time – 4:01 (testo: Simone Simons – musica: Coen Janssen, Mark Jansen, Isaac Delahaye)

- Lato B

1. Living a Lie (Simone Version) – 4:45 (testo: Simone Simons, Mark Jansen – musica: Mark Jansen, Yves Huts, Ad Sluijter)

Download digitale
1. This Is the Time – 4:01 (testo: Simone Simons – musica: Coen Janssen, Mark Jansen, Isaac Delahaye)
2. Unleashed (Amanda Duet Version) – 6:27 (testo: Mark Jansen – musica: Isaac Delahaye, Mark Jansen, Simone Simons)
3. Living a Lie (Simone Version) – 4:45 (testo: Simone Simons, Mark Jansen – musica: Mark Jansen, Yves Huts, Ad Sluijter)
4. This Is the Time (Video) – 4:15 (testo: Simone Simons – musica: Coen Janssen, Mark Jansen, Isaac Delahaye)

## Formazione
Gruppo
- Simone Simons – voce
- Mark Jansen – chitarra, voce
- Isaac Delahaye – chitarra solista
- Coen Janssen – sintetizzatore, pianoforte
- Yves Huts – basso
- Ariën van Weesenbeek – batteria

Altri musicisti
- Miro Rodenberg – arrangiamenti orchestrali